# Provincia Tak
Tak (în thailandeză ตาก) este o provincie (changwat) din Thailanda. Situată în regiunea de Nord, provincia Tak are în componența sa 9 districte (amphoe), 63 de sub-districte (tambon) și 493 de sate (muban). 
Cu o populație de 540.219 de locuitori și o suprafață totală de 16.406,6 km2, Tak este a 46-a provincie din Thailanda ca mărime după numărul populației și a 4-a după mărimea suprafeței.